# Col des Sagnes
Le col des Sagnes est un col des Alpes du Sud qui relie la vallée du Sasse au bassin de Turriers. Il se situe à 1 176 mètres d'altitude. Son nom est en lien avec l'humidité de la zone et la présence de roseaux.

## Cyclisme
Le Tour de France a emprunté le col en 1951, lors de la dix-neuvième étape entre Marseille et Gap ; l'Italien Gino Bartali passe en tête au sommet. Il était classé en deuxième catégorie.

## Rallye automobile
Le col est au programme du rallye Monte-Carlo lors de l'épreuve spéciale ES 2 et ES 13 en 2017.